# Episodi di Un equipaggio tutto matto (prima stagione)
La prima stagione della serie televisiva Un equipaggio tutto matto è stata trasmessa in anteprima negli Stati Uniti d'America dalla ABC tra l'11 ottobre 1962 e il 27 giugno 1963.
| nº | Titolo originale               | Titolo italiano                | Prima TV USA     | Prima TV Italia |
| -- | ------------------------------ | ------------------------------ | ---------------- | --------------- |
| 1  | An Ensign for McHale           |                                | 11 ottobre 1962  |                 |
| 2  | A Purple Heart for Gruber      |                                | 18 ottobre 1962  |                 |
| 3  | McHale and His Seven Cupids    | Amore in altomare              | 26 ottobre 1962  |                 |
| 4  | PT 73 Where Are You?           | La scomparsa del PT 73         | 1º novembre 1962 |                 |
| 5  | Movies Are Your Best Diversion |                                | 8 novembre 1962  |                 |
| 6  | Operation Wedding Party        | Operazione sposi               | 15 novembre 1962 |                 |
| 7  | Who Do the Voodoo              |                                | 22 novembre 1962 |                 |
| 8  | Three Girls on an Island       | Tre ragazze su un'isola        | 29 novembre 1962 |                 |
| 9  | McHale's Paradise Hotel        | Hotel Paradiso                 | 6 dicembre 1962  |                 |
| 10 | The Battle of McHale's Island  |                                | 20 dicembre 1962 |                 |
| 11 | The Day They Captured Santa    | La cattura di Babbo Natale     | 27 dicembre 1962 |                 |
| 12 | Beauty and the Beast           | La bella e la bestia           | 3 gennaio 1963   |                 |
| 13 | The Captain's Mission          | Una missione per il capitano   | 10 gennaio 1963  |                 |
| 14 | Send Us a Hero                 | Send Us a Hero                 | 17 gennaio 1963  |                 |
| 15 | The Captain Steals a Cook      | Un cuoco per il capitano       | 24 gennaio 1963  |                 |
| 16 | The Ensign Gets a Zero         | Guardiamarina punti zero       | 31 gennaio 1963  |                 |
| 17 | The Big Raffle                 |                                | 7 febbraio 1963  |                 |
| 18 | One of Our Engines Is Missing  | One of Our Engines Is Missing  | 14 febbraio 1963 |                 |
| 19 | The Natives Get Restless       | The Natives Get Restless       | 21 febbraio 1963 |                 |
| 20 | The Confidence Game            |                                | 28 febbraio 1963 |                 |
| 21 | Six Pounds from Paradise       | A tre chili dal paradiso       | 7 marzo 1963     |                 |
| 22 | Washing Machine Charlie        |                                | 14 marzo 1963    |                 |
| 23 | Nippon Nancy Calling           |                                | 21 marzo 1963    |                 |
| 24 | One Enchanted Weekend          | One Enchanted Weekend          | 28 marzo 1963    |                 |
| 25 | The Mothers of PT-73           | La festa della mamma           | 4 aprile 1963    |                 |
| 26 | HMS 73                         | HMS 73                         | 11 aprile 1963   |                 |
| 27 | A Wreath for McHale            | A Wreath for McHale            | 18 aprile 1963   |                 |
| 28 | Portrait of a Peerless Leader  | Portrait of a Peerless Leader  | 25 aprile 1963   |                 |
| 29 | Instant Democracy              | Instant Democracy              | 2 maggio 1963    |                 |
| 30 | Camera, Action, Panic          | Camera, Action, Panic          | 9 maggio 1963    |                 |
| 31 | Alias Captain Binghamton       | Alias Captain Binghamton       | 16 maggio 1963   |                 |
| 32 | Parents Anonymous              | Parents Anonymous              | 23 maggio 1963   |                 |
| 33 | McHale's Millions              | McHale's Millions              | 30 maggio 1963   |                 |
| 34 | The Hillbillies of PT-73       | The Hillbillies of PT-73       | 6 giugno 1963    |                 |
| 35 | The Monster of McHale's Island | The Monster of McHale's Island | 13 giugno 1963   |                 |
| 36 | Uncle Admiral                  | Uncle Admiral                  | 27 giugno 1963   |                 |